# Мужская сборная Таиланда по флорболу
Мужская национальная сборная Таиланда по флорболу — представляет Таиланд на международных соревнованиях по флорболу. Управляющей организацией является Ассоциация флорбола Таиланда (англ. Floorball Thailand).

## Результаты выступлений

### Всемирные игры
| Год       | Победы         | Ничьи          | Поражения      | Место          |
| --------- | -------------- | -------------- | -------------- | -------------- |
| 1997—2017 | не участвовали | не участвовали | не участвовали | не участвовали |
| 2022      | 1              | 0              | 3              | 7              |

### Чемпионаты мира
| Год       | Победы         | Ничьи          | Поражения      | Место          |
| --------- | -------------- | -------------- | -------------- | -------------- |
| 1996—2014 | не участвовали | не участвовали | не участвовали | не участвовали |
| 2016      | 2              | 0              | 3              | 14             |
| 2018      | 1              | 0              | 4              | 14             |
| 2020      | 3              | 0              | 2              | 13             |
| 2022      | 2              | 0              | 3              | 14             |

### Кубок Азии и Океании
| Год  | Победы | Ничьи | Поражения | Место |
| ---- | ------ | ----- | --------- | ----- |
| 2017 | 5      | 0     | 0         | 1     |
| 2019 | 3      | 0     | 2         | 2     |

### Игры Юго-Восточной Азии
| Год  | Победы         | Ничьи          | Поражения      | Место          |
| ---- | -------------- | -------------- | -------------- | -------------- |
| 2013 | не участвовали | не участвовали | не участвовали | не участвовали |
| 2015 | 2              | 0              | 2              | 2              |
| 2019 | .              | .              | .              | 1              |